# Andy Straden
Andrew John Straden, detto Andy (Bothwell, 27 novembre 1897 – Filadelfia, giugno 1967), è stato un calciatore statunitense, di origini scozzesi, di ruolo attaccante.

## Carriera

### Club
Ha sempre giocato nel campionato statunitense.

### Nazionale
Ha partecipato alle Olimpiadi del 1924.